# The Hunting Party (1971)
The Hunting Party is een Amerikaans-Britse westernfilm uit 1971, geregisseerd door Don Medford, met Gene Hackman, Oliver Reed en Candice Bergen in de hoofdrollen. 

## Verhaal
Melissa (Candice Bergen) is de vrouw van de rijke en meedogenloze rancher Brandt Ruger (Gene Hackman). De verhouding tussen beiden is niet al te best. Wanneer Ruger op een jachttrip vertrekt samen met enkele rijke vrienden, wordt Melissa ontvoerd door de outlaw Frank Calder (Oliver Reed) en zijn bende. Calder denkt dat ze een onderwijzeres is en wil haar hulp voor het lezen van een boek. Ruger trekt samen met zijn groep vrienden eropuit om zijn vrouw uit de handen van de bandieten te bevrijden. Ze zijn gewapend met geweren met telescopische vizieren waardoor ze de bendeleden vanop lange afstand kunnen neerschieten.

## Rolverdeling
| Acteur         | Personage     |
| -------------- | ------------- |
| Oliver Reed    | Frank Calder  |
| Gene Hackman   | Brandt Ruger  |
| Candice Bergen | Melissa Ruger |
| Simon Oakland  | Matthew Gunn  |
| L.Q. Jones     | Hog Warren    |
| Mitchell Ryan  | Doc Harrison  |
| Ronald Howard  | Watt Nelson   |
| William Watson | Jim Loring    |
| G.D. Spradin   | Sam Bayard    |
| Rayford Barnes | Crimp         |
| Bernard Kay    | Buford King   |